# San Lorenzo, Culiacán
San Lorenzo är en ort i Mexiko.   Den ligger i kommunen Culiacán och delstaten Sinaloa, i den västra delen av landet, 1 000 km nordväst om huvudstaden Mexico City. San Lorenzo ligger 66 meter över havet och antalet invånare är 381.
Terrängen runt San Lorenzo är platt åt sydväst, men åt nordost är den kuperad. Runt San Lorenzo är det mycket glesbefolkat, med 6 invånare per kvadratkilometer. Närmaste större samhälle är Oso Viejo, 6,2 km sydväst om San Lorenzo. I omgivningarna runt San Lorenzo växer huvudsakligen savannskog.